# ليسوم ساي
ليسوم ساي (الاسم العلمي:Illicium tsaii) هو نوع نباتي يتبع جنس الليسوم من فصيلة الشزندرية.